# Matías Britos
Matías Britos Cardoso (ur. 26 listopada 1988 w San Carlos) – urugwajski piłkarz z obywatelstwem meksykańskim występujący na pozycji napastnika, obecnie zawodnik meksykańskiego Pumas UNAM.

## Kariera klubowa
Britos pochodzi z miasta San Carlos i jest wychowankiem tamtejszego zespołu Club Atlético Atenas, w którym występował przed laty jego ojciec – Matías „Canario” Britos. Do pierwszej drużyny, występującej wówczas w drugiej lidze urugwajskiej, został włączony jako osiemnastolatek. Po upływie roku udał się na wypożyczenie do występującej w najwyższej klasie rozgrywkowej stołecznej drużyny Montevideo Wanderers, w którego barwach w 2007 roku zadebiutował w urugwajskiej Primera División. Ogółem barwy Wanderers reprezentował przez pół roku bez większych sukcesów i jako głęboki rezerwowy, po czym na sześć miesięcy powrócił jeszcze do Atenas. Jego udane występy zaowocowały kolejnym transferem do pierwszej ligi, tym razem do ekipy Rampla Juniors, gdzie z kiepskim skutkiem spędził półrocze, ani razu nie wpisując się na listę strzelców. 
Wiosną 2009 Britos został zawodnikiem klubu Juventud de Las Piedras, w którego barwach 22 lutego 2009 w zremisowanym 2:2 spotkaniu z Nacionalem strzelił swojego premierowego gola w pierwszej lidze. Na koniec sezonu 2008/2009 spadł jednak ze swoją ekipą na zaplecze najwyższej klasy rozgrywkowej, gdzie występował jeszcze pół roku, po czym powrócił do pierwszej ligi, podpisując umowę ze swoim macierzystym Club Atlético Atenas. Po upływie sześciu miesięcy zanotował z Atenas relegację do drugiej ligi, jednak bezpośrednio po tym na zasadzie wypożyczenia po raz drugi został zawodnikiem stołecznego Rampla Juniors. W jego barwach występował tym razem przez rok bez poważniejszych osiągnięć, jednak pełnił rolę kluczowego gracza zespołu. W późniejszym czasie przeniósł się do jednego z najbardziej cenionych klubów w kraju – stołecznego Defensora Sporting; tam również grał przez rok, mając pewne miejsce w wyjściowym składzie.
W lipcu 2012 Britos wyjechał do Meksyku, zostając graczem beniaminka tamtejszej ligi – drużyny Club León. W Liga MX zadebiutował 27 lipca 2012 w wygranej 4:0 konfrontacji z Tijuaną, natomiast pierwszą bramkę strzelił 24 sierpnia tego samego roku w przegranym 1:3 meczu z Morelią. Od razu został podstawowym zawodnikiem zespołu prowadzonego przez swojego rodaka – trenera Gustavo Matosasa i w jesiennym sezonie Apertura 2013 wywalczył z nim tytuł mistrza Meksyku. Drugie mistrzostwo Meksyku zdobył już pół roku później, podczas wiosennych rozgrywek Clausura 2014, zaś ogółem w barwach Leónu spędził dwa lata. Zaraz potem przeszedł do ekipy Pumas UNAM ze stołecznego miasta Meksyk – w ramach rozliczenia za transfer Martína Bravo – zaś w grudniu 2014 otrzymał meksykańskie obywatelstwo w wyniku wieloletniego zamieszkiwania w tym kraju. W sezonie Apertura 2015 jako kluczowy napastnik wywalczył z Pumas wicemistrzostwo kraju.

## Kariera reprezentacyjna
W październiku 2011 Britos został powołany przez szkoleniowca Juana Verzeriego do reprezentacji Urugwaju U-23 na Igrzyska Panamerykańskie w Guadalajarze. Tam był podstawowym piłkarzem swojej drużyny, występując we wszystkich pięciu możliwych spotkaniach (z czego w czterech z nich w wyjściowym składzie). Urugwajczycy odpadli natomiast z męskiego turnieju piłkarskiego w półfinale, przegrywając w nim z Argentyną (0:1) i zdobyli ostatecznie brązowy medal.

## Statystyki kariery

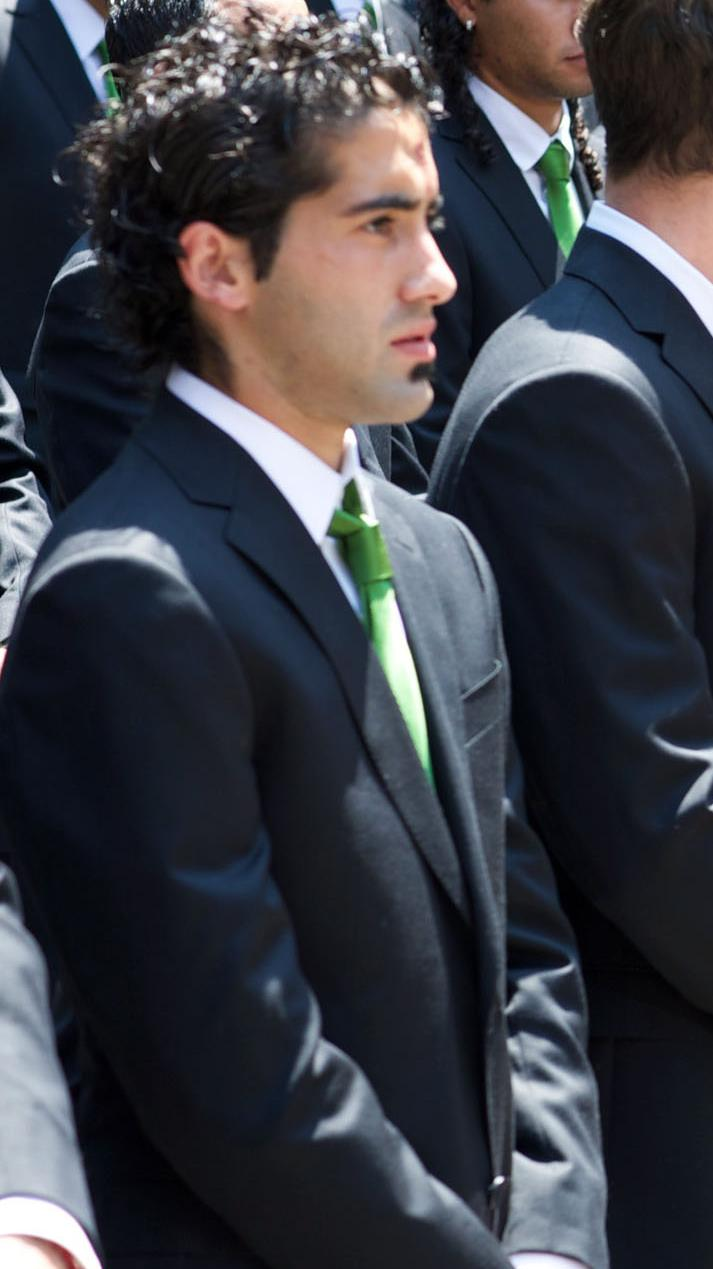
Britos wraz z mistrzowską drużyną Leónu podczas wizyty w pałacu prezydenckim w marcu 2014

| Atenas            | 2006–2007 | Urugwaj | Segunda División | –  | 2  | – | –  | –  | – | –   | –  | 2  |
| Wanderers         | 2007–2008 | Urugwaj | Primera División | 2  | 0  | – | –  | –  | – | –   | 2  | 0  |
| Atenas            | 2007–2008 | Urugwaj | Segunda División | –  | 6  | – | –  | –  | – | –   | –  | 6  |
| Rampla Juniors    | 2008–2009 | Urugwaj | Primera División | 13 | 0  | – | –  | –  | – | –   | 13 | 0  |
| Juventud          | 2008–2009 | Urugwaj | Primera División | 14 | 5  | – | –  | –  | – | –   | 14 | 5  |
| Juventud          | 2009–2010 | Urugwaj | Segunda División | 9  | 4  | – | –  | –  | – | –   | 9  | 4  |
| Atenas            | 2009–2010 | Urugwaj | Primera División | 14 | 4  | – | –  | –  | – | –   | 14 | 4  |
| Rampla Juniors    | 2010–2011 | Urugwaj | Primera División | 30 | 7  | – | –  | –  | – | –   | 30 | 7  |
| Defensor Sporting | 2011–2012 | Urugwaj | Primera División | 25 | 6  | – | –  | CL | 4 | 1   | 29 | 7  |
| León              | 2012–2013 | Meksyk  | Liga MX          | 35 | 14 | 5 | 2  | CL | 1 | 0   | 41 | 16 |
| León              | 2013–2014 | Meksyk  | Liga MX          | 34 | 4  | 2 | 0  | CL | 7 | 1   | 43 | 5  |
| UNAM              | 2014–2015 | Meksyk  | Liga MX          | 22 | 5  | 6 | 1  | –  | – | –   | 28 | 6  |
| UNAM              | 2015–2016 | Meksyk  | Liga MX          | 37 | 11 | 2 | 0  | CL | 8 | 1   | 47 | 12 |
| UNAM              | 2016–2017 | Meksyk  | Liga MX          | 0  | 0  | – | –  | –  | – | –   | 0  | 0  |
| Ogółem            |           |         |                  |    |    |   |    |    |   |     |    |    |
| Urugwaj           | Urugwaj   | Urugwaj | 131              | 34 | –  | – | CL | 4  | 1 | 135 | 35 |    |
| Meksyk            | Meksyk    | Meksyk  | 128              | 34 | 15 | 3 | CL | 16 | 2 | 159 | 39 |    |
| Ogółem            | Ogółem    | Ogółem  | 259              | 68 | 15 | 3 | CL | 20 | 3 | 294 | 74 |    |

- CL – Copa Libertadores